# José Córdoba
José Ángel Córdoba Chambers (Panama, 3 giugno 2001) è un calciatore panamense, difensore del Norwich City e della nazionale panamense.

## Carriera

### Club
Cresciuto nel settore giovanile dell'Indep. La Chorrera, ha esordito in prima squadra il 27 ottobre 2018 disputando l'incontro di Primera División perso 2-0 contro l'Árabe Unido.
Il 5 giugno 2024 viene acquistato dal Norwich City.

### Nazionale
Ha giocato nella nazionale panamense Under-23.
Il 30 marzo 2022 ha esordito con la nazionale maggiore panamense giocando l'incontro vinto 1-0 contro il Canada, valido per le qualificazioni al campionato mondiale di calcio 2022.
Nel 2025 ha partecipato alla CONCACAF Gold Cup.

## Statistiche

### Presenze e reti nei club
Statistiche aggiornate al 20 giugno 2022.
| Stagione        | Squadra            | Campionato      | Campionato | Campionato | Coppe nazionali | Coppe nazionali | Coppe nazionali | Coppe continentali | Coppe continentali | Coppe continentali | Altre coppe | Altre coppe | Altre coppe | Totale | Totale | Totale |
| Stagione        | Squadra            | Comp            | Pres       | Reti       | Comp            | Pres            | Reti            | Comp               | Pres               | Reti               | Comp        | Pres        | Reti        | Pres   | Reti   |        |
| --------------- | ------------------ | --------------- | ---------- | ---------- | --------------- | --------------- | --------------- | ------------------ | ------------------ | ------------------ | ----------- | ----------- | ----------- | ------ | ------ | ------ |
| 2018-2019       | Indep. La Chorrera | PD              | 4          | 0          |                 | -               | -               |                    | -                  | -                  |             | -           | -           | 4      | 0      |        |
| 2019            | Indep. La Chorrera | PD              | 8          | 0          |                 | -               | -               | CL                 | 0                  | 0                  |             | -           | -           | 8      | 0      |        |
| gen.-giu. 2021  | Etăr               | 1L              | 6+4        | 0          | CB              | 1               | 0               |                    | -                  | -                  |             | -           | -           | 11     | 0      |        |
| lug.-set. 2021  | Etăr               | 2L              | 8          | 0          | CB              | -               | -               |                    | -                  | -                  |             | -           | -           | 8      | 0      |        |
| set. 2021-2022  | Levski Sofia       | 1L              | 16+4       | 0          | CB              | 4               | 0               |                    | -                  | -                  |             | -           | -           | 24     | 0      |        |
| Totale carriera | Totale carriera    | Totale carriera | 50         | 0          |                 | 5               | 0               |                    | 0                  | 0                  |             | -           | -           | 55     | 0      |        |

### Cronologia presenze e reti in nazionale
| Cronologia completa delle presenze e delle reti in nazionale ― Panama | Cronologia completa delle presenze e delle reti in nazionale ― Panama | Cronologia completa delle presenze e delle reti in nazionale ― Panama | Cronologia completa delle presenze e delle reti in nazionale ― Panama | Cronologia completa delle presenze e delle reti in nazionale ― Panama | Cronologia completa delle presenze e delle reti in nazionale ― Panama | Cronologia completa delle presenze e delle reti in nazionale ― Panama | Cronologia completa delle presenze e delle reti in nazionale ― Panama |
| Data                                                                  | Città                                                                 | In casa                                                               | Risultato                                                             | Ospiti                                                                | Competizione                                                          | Reti                                                                  | Note                                                                  |
| --------------------------------------------------------------------- | --------------------------------------------------------------------- | --------------------------------------------------------------------- | --------------------------------------------------------------------- | --------------------------------------------------------------------- | --------------------------------------------------------------------- | --------------------------------------------------------------------- | --------------------------------------------------------------------- |
| 30-3-2022                                                             | Panama                                                                | Panama                                                                | 1 – 0                                                                 | Canada                                                                | Qual. Mondiali 2022                                                   | -                                                                     |                                                                       |
| 27-9-2022                                                             | Riffa                                                                 | Bahrein                                                               | 0 – 2                                                                 | Panama                                                                | Amichevole                                                            | -                                                                     | 70’                                                                   |
| 15-11-2022                                                            | Sharja                                                                | Venezuela                                                             | 2 – 2                                                                 | Panama                                                                | Amichevole                                                            | -                                                                     | 24’                                                                   |
| 28-3-2023                                                             | San José                                                              | Costa Rica                                                            | 0 – 1                                                                 | Panama                                                                | CONCACAF Nations League 2022-2023 - 1º turno                          | -                                                                     | 85’                                                                   |
| 7-9-2023                                                              | Panama                                                                | Panama                                                                | 3 – 0                                                                 | Martinica                                                             | CONCACAF Nations League 2023-2024 - 1º turno                          | -                                                                     |                                                                       |
| 10-9-2023                                                             | Città del Guatemala                                                   | Guatemala                                                             | 1 – 1                                                                 | Panama                                                                | CONCACAF Nations League 2023-2024 - 1º turno                          | -                                                                     |                                                                       |
| 13-10-2023                                                            | Willemstad                                                            | Curaçao                                                               | 1 – 2                                                                 | Panama                                                                | CONCACAF Nations League 2023-2024 - 1º turno                          | -                                                                     |                                                                       |
| 17-10-2023                                                            | Panama                                                                | Panama                                                                | 3 – 0                                                                 | Guatemala                                                             | CONCACAF Nations League 2023-2024 - 1º turno                          | -                                                                     |                                                                       |
| 16-11-2023                                                            | San José                                                              | Costa Rica                                                            | 0 – 3                                                                 | Panama                                                                | CONCACAF Nations League 2023-2024 - Quarti di finale                  | -                                                                     |                                                                       |
| 20-11-2023                                                            | Panama                                                                | Panama                                                                | 3 – 1                                                                 | Costa Rica                                                            | CONCACAF Nations League 2023-2024 - Quarti di finale                  | -                                                                     |                                                                       |
| 21-3-2024                                                             | Arlington                                                             | Panama                                                                | 0 – 3                                                                 | Messico                                                               | CONCACAF Nations League 2023-2024 - Semifinale                        | -                                                                     | 79’                                                                   |
| 24-3-2024                                                             | Arlington                                                             | Panama                                                                | 0 – 1                                                                 | Giamaica                                                              | CONCACAF Nations League 2023-2024 - Finale 3º posto                   | -                                                                     |                                                                       |
| 6-6-2024                                                              | Panama                                                                | Panama                                                                | 2 – 0                                                                 | Guyana                                                                | Qual. Mondiali 2026                                                   | -                                                                     | 36’                                                                   |
| 9-6-2024                                                              | Managua                                                               | Montserrat                                                            | 1 – 3                                                                 | Panama                                                                | Qual. Mondiali 2026                                                   | -                                                                     |                                                                       |
| 16-6-2024                                                             | Panama                                                                | Panama                                                                | 0 – 1                                                                 | Paraguay                                                              | Amichevole                                                            | -                                                                     |                                                                       |
| 23-6-2024                                                             | Miami Gardens                                                         | Uruguay                                                               | 3 – 1                                                                 | Panama                                                                | Coppa America 2024 - 1º turno                                         | -                                                                     |                                                                       |
| 27-6-2024                                                             | Atlanta                                                               | Panama                                                                | 2 – 1                                                                 | Stati Uniti                                                           | Coppa America 2024 - 1º turno                                         | -                                                                     |                                                                       |
| 1-7-2024                                                              | Orlando                                                               | Bolivia                                                               | 1 – 3                                                                 | Panama                                                                | Coppa America 2024 - 1º turno                                         | -                                                                     |                                                                       |
| 6-7-2024                                                              | Glendale                                                              | Colombia                                                              | 5 – 0                                                                 | Panama                                                                | Coppa America 2024 - Quarti di finale                                 | -                                                                     | 90+2’                                                                 |
| 14-11-2024                                                            | San José                                                              | Costa Rica                                                            | 0 – 1                                                                 | Panama                                                                | CONCACAF Nations League 2024-2025 - Quarti di finale                  | -                                                                     | 85’                                                                   |
| 18-11-2024                                                            | Panama                                                                | Panama                                                                | 2 – 2                                                                 | Costa Rica                                                            | CONCACAF Nations League 2024-2025 - Quarti di finale                  | -                                                                     |                                                                       |
| 20-3-2025                                                             | Inglewood                                                             | Stati Uniti                                                           | 0 – 1                                                                 | Panama                                                                | CONCACAF Nations League 2024-2025 - Semifinale                        | -                                                                     |                                                                       |
| 23-3-2025                                                             | Inglewood                                                             | Messico                                                               | 2 – 1                                                                 | Panama                                                                | CONCACAF Nations League 2024-2025 - Finale                            | -                                                                     |                                                                       |
| 7-6-2025                                                              | Belmopan                                                              | Belize                                                                | 0 – 2                                                                 | Panama                                                                | Qual. Mondiali 2026                                                   | -                                                                     | 84’                                                                   |
| 16-6-2025                                                             | Carson                                                                | Panama                                                                | 5 – 2                                                                 | Guadalupa                                                             | Gold Cup 2025 - 1° turno                                              | -                                                                     | 67’                                                                   |
| 24-6-2025                                                             | Austin                                                                | Panama                                                                | 4 – 1                                                                 | Giamaica                                                              | Gold Cup 2025 - 1° turno                                              | -                                                                     | 69’                                                                   |
| 28-6-2025                                                             | Glendale                                                              | Panama                                                                | 1 – 1 (4 – 5 dtr)                                                     | Honduras                                                              | Gold Cup 2025 - Quarti di finale                                      | -                                                                     | 90+3’                                                                 |
| Totale                                                                |                                                                       | Presenze                                                              | 27                                                                    |                                                                       | Reti                                                                  | 0                                                                     |                                                                       |

## Palmarès

### Club

#### Competizioni nazionali
- Coppa di Bulgaria: 1

Levski Sofia: 2021-2022